# 相馬庸郎
相馬 庸郎（そうま つねお、1926年8月30日 - ）はの日本の日本文学研究者。元神戸大学教授。専門は日本近代文学。

## 経歴
新潟県中条町（現・胎内市）に生まれる。1942年に新潟県立新発田中学を卒業し、1945年に海軍経理学校を卒業する。戦後、法政大学文学部日本文学科（通信教育課程）を卒業し、1961年に東京都立大学大学院博士課程を修了する。1962年から東京都立大学附属高等学校の国語科教諭、1967年から神戸大学教育学部助教授、1975年から神戸大学文学部教授を務め、1987年に退職する。主に自然主義や正岡子規、高浜虚子、柳田國男、深沢七郎など明治期から現代に架けての日本近代文学の研究に努めた。2001年に『深沢七郎』でやまなし文学賞（研究評論部門）を受賞。

## 著書
- 『日本自然主義論』（八木書店、1970年）
- 『日本自然主義再考』（八木書店、1981年）
- 『子規・虚子・碧梧桐 写生文派文学論』（洋々社、1986年）
- 『柳田国男と文学』（洋々社、1994年）
- 『深沢七郎—この面妖なる魅力』（勉誠出版、2000年）
- 『秋元松代　希有な怨念の劇作家』（勉誠出版、2004年）
- 『日野啓三 意識と身体の作家』（和泉書院 2010年）

### 論文
- 国立情報学研究所収録論文 国立情報学研究所.2010-05-09閲覧。

## 参考
- 『日野啓三 意識と身体の作家』[要文献特定詳細情報]